# Дискография HIM
Данная дискография финской рок-группы HIM включает в себя все официально изданные альбомы, синглы, мини-альбомы, сборники, а также видеозаписи группы, начиная с 1991 года.

## Студийные альбомы
| Год  | Альбом | Позиции в чартах | Позиции в чартах | Позиции в чартах | Позиции в чартах | Позиции в чартах | Позиции в чартах | Позиции в чартах | Позиции в чартах | Позиции в чартах | Позиции в чартах | Сертификация                                                         |
| Год  | Альбом | FIN              | AUS              | AUT              | GER              | NOR              | SPA              | SWE              | SWI              | UK               | US               | Сертификация                                                         |
| ---- | --- | ---------------- | ---------------- | ---------------- | ---------------- | ---------------- | ---------------- | ---------------- | ---------------- | ---------------- | ---------------- | -------------------------------------------------------------------- |
| 1997 | Greatest Love Songs Vol. 666 - Выпущен: 20 ноября 1997 - Лейбл: Sony BMG (#4321589142) - Формат: CD                      | 4                | —                | —                | 50               | —                | —                | —                | —                | —                | —                | - FIN: Platinum                                                      |
| 1999 | Razorblade Romance - Выпущен: 19 декабря 1999 - Лейбл: Supersonic Records (#0743217282226) - Формат: CD                  | 1                | —                | 1                | 1                | —                | —                | —                | 8                | —                | —                | - FIN: 2×Platinum - EU: Platinum - GER: Platinum, 3×Gold - AUT: Gold |
| 2001 | Deep Shadows and Brilliant Highlights - Выпущен: 27 августа 2001 - Лейбл: GUN Records (#74321879332) - Формат: CD        | 1                | —                | 1                | 2                | —                | —                | 44               | 2                | —                | 190              | - FIN: Platinum - AUT: Gold                                          |
| 2003 | Love Metal - Выпущен: 14 апреля 2003 - Лейбл: Sony BMG (#2876505102) - Формат: CD                                        | 1                | —                | 5                | 1                | 32               | —                | 11               | 4                | 55               | 117              | - FIN: Platinum - GER: Gold                                          |
| 2005 | Dark Light - Выпущен: 26 сентября 2005 - Лейбл: Sire Records (#0093624928423) - Формат: CD, Digital download, Vinyl      | 1                | 40               | 4                | 4                | 13               | 10               | 7                | 8                | 18               | 18               | - FIN: Platinum - GER: Gold - US: Gold                               |
| 2007 | Venus Doom - Выпущен: 14 сентября 2007 - Лейбл: Sire Records (#9362499890) - Формат: CD, Digital download                | 2                | 32               | 9                | 3                | 22               | 22               | 12               | 5                | 31               | 12               | - FIN: Gold                                                          |
| 2010 | Screamworks: Love in Theory and Practice - Выпущен: 8 февраля 2010 - Лейбл: Sire Records - Formats: CD, Digital download | 2                | 36               | 7                | 4                | —                | 27               | 21               | 7                | 50               | 25               | - FIN: Gold                                                          |
| 2013 | Tears on Tape - Выпущен: 30 апреля 2013 - Лейбл: Universal Finland - Formats: CD, Digital download                       | 2                | —                | 7                | 2                | —                | —                | 48               | 22               | —                | 15               |                                                                      |

## Концертные альбомы
| Год  | Альбом                                                                                | Позиции в чартах | Позиции в чартах | Позиции в чартах | Позиции в чартах | Позиции в чартах | Позиции в чартах | Позиции в чартах |
| Год  | Альбом                                                                                | FIN              | AUS              | AUT              | GER              | SWE              | U.S.             |                  |
| ---- | ------------------------------------------------------------------------------------- | ---------------- | ---------------- | ---------------- | ---------------- | ---------------- | ---------------- | ---------------- |
| 2008 | Digital Versatile Doom - Выпущен: 1 апреля 2008 - Лейбл: Sire Records (#093624992172) | 10               | 48               | 35               | 37               | 59               | 168              |                  |

## Сборники
| Год  | Альбом | Позиции в чартах | Позиции в чартах | Позиции в чартах | Позиции в чартах | Позиции в чартах | Позиции в чартах | Позиции в чартах | Сертификация    |
| Год  | Альбом | FIN              | AUT              | GER              | NOR              | SWE              | SWI              | UK               | Сертификация    |
| ---- | --- | ---------------- | ---------------- | ---------------- | ---------------- | ---------------- | ---------------- | ---------------- | --------------- |
| 2002 | The Single Collection - Выпущен: 7 октября 2002 - Лейбл: Sony BMG (#743219617323) - Тип: Бокс-сет                                                                  | 12               | —                | —                | —                | —                | —                | —                |                 |
| 2004 | And Love Said No: The Greatest Hits 1997–2004 - Выпущен: 15 марта 2004 - Лейбл: Sony BMG (#82876603362) - Тип: Компиляция                                          | 2                | 9                | 5                | 32               | 20               | 18               | 30               | - FIN: Platinum |
| 2004 | Greatest Love Songs Vol. 666/Razorblade Romance/Deep Shadows and Brilliant Highlights - Выпущен: 27 сентября 2004 - Лейбл: Sony BMG (#82876649852) - Тип: Бокс-сет | —                | —                | —                | —                | —                | —                | —                |                 |
| 2006 | Uneasy Listening Vol. 1 - Выпущен: 27 октября 2006 - Лейбл: Sony BMG (#88697011682) - Тип: Компиляция                                                              | 7                | —                | 37               | —                | 55               | 40               | —                |                 |
| 2007 | Uneasy Listening Vol. 2 - Выпущен: 20 апреля 2007 - Лейбл: Sony BMG (#88697011692) - Тип: Компиляция                                                               | 12               | 71               | 38               | —                | —                | 61               | —                |                 |
| 2007 | Uneasy Listening Vol. 1 & 2 - Выпущен: 9 ноября 2007 - Лейбл: Sony BMG (#88697011702) - Тип: Компиляция                                                            | —                | —                | —                | —                | —                | —                | —                |                 |
| 2010 | SWRMXS - Выпущен: 7 декабря 2010 - Лейбл: Sire Records (#88697011702) - Тип: Альбом ремиксов                                                                       | —                | —                | —                | —                | —                | —                | —                |                 |
| 2012 | XX – Two Decades of Love Metal - Выпущен: 26 декабря 2012 - Лейбл: Sony BMG (#88697011702) - Тип: Компиляция                                                       | —                | —                | —                | —                | —                | —                | —                |                 |

## Синглы
| Год  | Сингл                                         | Позиции в чартах | Позиции в чартах | Позиции в чартах | Позиции в чартах | Позиции в чартах | Позиции в чартах | Позиции в чартах | Позиции в чартах | Позиции в чартах | Альбом                                        |
| Год  | Сингл                                         | FIN              | AUT              | GER              | NOR              | SWE              | SWI              | UK               | US               | US Main          | Альбом                                        |
| ---- | --------------------------------------------- | ---------------- | ---------------- | ---------------- | ---------------- | ---------------- | ---------------- | ---------------- | ---------------- | ---------------- | --------------------------------------------- |
| 1998 | «Your Sweet Six Six Six»                      | 7                | —                | —                | —                | —                | —                | —                | —                | —                | Greatest Love Songs Vol. 666                  |
| 1998 | «Wicked Game»                                 | —                | —                | —                | —                | —                | —                | —                | —                | —                | Greatest Love Songs Vol. 666                  |
| 1998 | «When Love and Death Embrace»                 | 9                | —                | —                | —                | —                | —                | —                | —                | —                | Greatest Love Songs Vol. 666                  |
| 1999 | «It's All Tears (Drown in This Love)»         | —                | —                | —                | —                | —                | —                | —                | —                | —                | Greatest Love Songs Vol. 666                  |
| 1999 | «Join Me in Death»                            | 1                | 2                | 1                | —                | 52               | 8                | —                | —                | —                | Razorblade Romance                            |
| 2000 | «Right Here in My Arms»                       | 1                | —                | 22               | —                | —                | 45               | —                | —                | —                | Razorblade Romance                            |
| 2000 | «Poison Girl»                                 | 3                | —                | 34               | —                | —                | —                | —                | —                | —                | Razorblade Romance                            |
| 2000 | «Gone With the Sin»                           | 1                | —                | 19               | —                | —                | 89               | —                | —                | —                | Razorblade Romance                            |
| 2000 | «Your Sweet 666»                              | —                | —                | —                | —                | —                | —                | —                | —                | —                | Razorblade Romance                            |
| 2000 | «Wicked Game»                                 | —                | —                | —                | —                | —                | —                | —                | —                | —                | Razorblade Romance                            |
| 2001 | «Pretending»                                  | 1                | 36               | 10               | —                | —                | 32               | —                | —                | —                | Deep Shadows and Brilliant Highlights         |
| 2001 | «In Joy and Sorrow»                           | 2                | —                | 17               | —                | —                | 98               | —                | —                | —                | Deep Shadows and Brilliant Highlights         |
| 2002 | «Heartache Every Moment / Close to the Flame» | 2                | —                | 20               | —                | —                | 88               | —                | —                | —                | Deep Shadows and Brilliant Highlights         |
| 2003 | «The Funeral of Hearts»                       | 1                | 26               | 3                | —                | —                | 24               | 15               | —                | —                | Love Metal                                    |
| 2003 | «Buried Alive By Love»                        | —                | 66               | 27               | —                | —                | 98               | 30               | —                | —                | Love Metal                                    |
| 2003 | «The Sacrament»                               | 4                | 47               | 22               | —                | —                | 71               | 23               | —                | —                | Love Metal                                    |
| 2004 | «Solitary Man»                                | 2                | 45               | 17               | —                | 37               | 40               | 9                | —                | —                | And Love Said No: The Greatest Hits 1997–2004 |
| 2004 | «And Love Said No»                            | 2                | —                | —                | —                | —                | —                | —                | —                | —                | And Love Said No: The Greatest Hits 1997–2004 |
| 2005 | «Wings of a Butterfly»                        | 1                | 12               | 10               | 18               | 12               | 28               | 10               | 87               | 19               | Dark Light                                    |
| 2005 | «Vampire Heart»                               | —                | —                | —                | —                | —                | —                | —                | —                | —                | Dark Light                                    |
| 2006 | «Killing Loneliness»                          | 2                | 56               | 32               | —                | —                | 44               | 26               | —                | —                | Dark Light                                    |
| 2006 | «In Joy and Sorrow/Pretending»                | 1                | —                | —                | —                | —                | —                | —                | —                | —                | Uneasy Listening Vol. 1                       |
| 2007 | «The Kiss of Dawn»                            | 2                | —                | 44               | —                | 30               | —                | 59               | —                | —                | Venus Doom                                    |
| 2007 | «Bleed Well»                                  | —                | —                | —                | —                | —                | —                | —                | —                | —                | Venus Doom                                    |
| 2009 | «Heartkiller»                                 | 5                | 56               | 34               | —                | —                | —                | —                | —                | 33               | Screamworks: Love in Theory and Practice      |
| 2009 | «Scared to Death»                             | —                | —                | —                | —                | —                | —                | —                | —                | —                | Screamworks: Love in Theory and Practice      |
| 2012 | «Strange World»                               |                  |                  |                  |                  |                  |                  |                  |                  |                  | XX – Two Decades of Love Metal                |

## Мини-альбомы
| Год  | Альбом                                                                                         | Позиции в чартах |
| Год  | Альбом                                                                                         | FIN              |
| ---- | ---------------------------------------------------------------------------------------------- | ---------------- |
| 1992 | Witches and Other Night Fears - Выпущен: 1992 - Лейбл: нет - Формат: Демо                      | —                |
| 1995 | This Is Only the Beginning - Выпущен: 1995 - Лейбл: самоиздание - Формат: Мини-альбом          | —                |
| 1996 | 666 Ways to Love: Prologue - Выпущен: 16 октября, 1996 - Лейбл: Sony BMG - Формат: Мини-альбом | 9                |

## Видеоклипы
| Год                                                                                | Название                         | Режиссёр         |
| ---------------------------------------------------------------------------------- | -------------------------------- | ---------------- |
| 1996                                                                               | «Wicked Game» (version 1)        | Антто Меласниеми |
| 1998                                                                               | «Wicked Game» (version 2)        | Маркус Уолтер    |
| 1999                                                                               | «When Love and Death Embrace»    | Микко Питканен   |
| 1999                                                                               | «Join Me in Death» (version 1)   | Роберт Вильде    |
| 2000                                                                               | «Right Here in My Arms»          | Паси Пауни       |
| 2000                                                                               | «Poison Girl»                    | —                |
| 2000                                                                               | «Gone With the Sin»              | Эрсин Филизли    |
| 2000                                                                               | «Join Me in Death» (version 2)   | Джон Хиллкоут    |
| 2000                                                                               | «Wicked Game» (version 3)        | Билл Юкич        |
| 2001                                                                               | «Pretending»                     | Кевин Годли      |
| 2001                                                                               | «In Joy and Sorrow»              | Джон Хиллкоут    |
| 2001                                                                               | «Heartache Every Moment»         | —                |
| 2002                                                                               | «Close to the Flame»             | —                |
| 2003                                                                               | «The Funeral of Hearts»          | Стефан Линдфорс  |
| 2003                                                                               | «Buried Alive By Love»           | Бэм Марджера     |
| 2004                                                                               | «The Sacrament»                  | Бэм Марджера     |
| 2004                                                                               | «Solitary Man»                   | Бэм Марджера     |
| 2004                                                                               | «And Love Said No»               | Бэм Марджера     |
| 2005                                                                               | «Wings of a Butterfly»           | Мейерт Авис      |
| 2005                                                                               | «Killing Loneliness» (version 1) | Нобл Джонс       |
| 2006                                                                               | «Killing Loneliness» (version 2) | Натан Кокс       |
| 2007                                                                               | «The Kiss of Dawn»               | Мейерт Авис      |
| 2007                                                                               | «Bleed Well»                     | Мейерт Авис      |
| 2010                                                                               | «Heartkiller»                    | Джеймс Коупман   |
| 2010                                                                               | «Scared to Death»                | Юджин Рикански   |
| 2012                                                                               | «Strange World»                  | Юджин Рикански   |
| 2013                                                                               | «Tears on Tape»                  | Стефан Линдфорс  |
| 2013                                                                               | «All Lips Go Blue»               | Юджин Рикански   |
| 2013                                                                               | «Into the Night»                 | Стефан Линдфорс  |
| «—» означает, что клип состоит из нарезки видео, снятого во время гастролей группы |                                  |                  |

## Видеоальбомы
| Год  | Альбом | Позиции в чартах | Позиции в чартах | Позиции в чартах | Позиции в чартах | Сертификация    |
| Год  | Альбом | FIN              | AUS              | GER              | US               | Сертификация    |
| ---- | --- | ---------------- | ---------------- | ---------------- | ---------------- | --------------- |
| 2004 | The Video Collection: 1997–2003 - Выпущен: 7 декабря 2004 - Лейбл: Sony BMG (#6024986485) - Тип: Сборник видеоклипов | —                | —                | —                | —                |                 |
| 2005 | Love Metal Archives Vol. I - Выпущен: 25 апреля 2005 - Лейбл: Sony BMG (#82876685889) - Тип: Сборник видеоклипов     | —                | —                | 15               | —                | - FIN: Platinum |
| 2008 | Digital Versatile Doom - Выпущен: 1 апреля 2008 - Лейбл: Sire Records (#093624992172) - Тип: Концертный альбом       | 10               | 48               | 37               | 168              |                 |